# Tynskya eocaena
Tynskya eocaena — викопний вид птахів родини Messelasturidae, щодо систематичного положення якої ведуться суперечки. Родину відносять або до соколоподібних (Falconiformes) або папугоподібних (Psittaciformes). Вид існував у еоцені (48-40 млн років тому). Скам'янілості виду знайдені у кар'єрі Мессель у Німеччині.